# Сезон полювання 3
Сезон полювання 3 (англ. Open Season 3) — комп'ютерна анімаційна стрічка, є продовженням Сезону полювання і Сезону полювання 2, і завершальною в трилогії. Вийшла 2010 року на студії Sony Pictures Animation. Режисер Коді Камерон. В кінотеатрах України мультфільм не демонструвався.

## Сюжет
Буг вважає, що його друг Еліот віддалився від нього, оскільки в останнього з'явилася сім'я. У пошуках справжніх друзів, Буг приєднується до гастролей російського цирку, де він зустрічає красиву ведмедицю гризлі та свого двійника. Та незабаром цирк повинен повернутися до Росії, і у Еліота залишається мало часу, щоб повернути друга. Лісові приятелі Буга повинні об'єднатися з домашніми тваринами, щоб врятувати його.